# Kung Fu Panda 3
Kung Fu Panda 3 es una película animada de artes marciales y comedia de acción estadounidense de 2016, producida por DreamWorks Animation y distribuida por 20th Century Fox. Está dirigida por Jennifer Yuh Nelson y Alessandro Carloni, escrita por Jonathan Aibel y Glenn Berger, producida por Melissa Cobb, y con la producción ejecutiva de Guillermo del Toro. Es la secuela de Kung Fu Panda 2 (2011) y la tercera entrega de la franquicia de Kung Fu Panda.

## Argumento
En el Mundo de los Espíritus, el maestro Oogway medita hasta que es interrumpido por el General Kai, un yak y enemigo de Oogway y los dos inician un combate, Kai le revela que ha tomado el chi de todos los maestros del Kung fu y que planea tomar el suyo para regresar al mundo de los vivos, y finalmente logra agarrar a Oogway y le roba su chi no antes de que Oogway le diga a Kai que El Guerrero Dragón lo derrotará. Kai lo toma como un desafío y regresa al mundo de los mortales donde manda a sus secuaces (Los maestros de kung fu convertidos en estatuas de jade reanimadas) a atraparlo. Mientras tanto, en el Valle de la Paz, Po y los Cinco Furiosos se reúnen con el Maestro Shifu quien anuncia su retiro como Maestro para hacer su entrenamiento de 30 Años de Maestro Chi y el papel del maestro se lo da a Po. Po, al principio está emocionado, pero su técnica de Kung Fu no funciona como él esperaba y deja a los Cinco Furiosos lastimados y lesionados como resultado. En la noche, Shifu le muestra a Po la técnica del Chi. Aunque Po la quiere aprender de inmediato, Shifu le dice que lo conseguirá en 30 años. Po dice que no puede esperar tanto y que no puede ser un buen maestro, Shifu le dice que en vez de tratar de ser un maestro, Po debe tratar de ser él mismo como maestro.
A la mañana siguiente, Po se está bañando en la Tienda de Fideos del Señor Ping, quien se sorprende de verlo. Po le cuenta que está preocupado sobre ser un buen maestro en el futuro; sin embargo Ping, al escuchar eso, piensa que esa es una buena oportunidad para promocionar mejor su Tienda de Fideos. Entonces, son interrumpidos por un cerdo del valle quien les avisa que alguien está rompiendo el récord de Po de comer más dumplings. Po y Ping descubren que quien rompió el récord es un panda llamado Li Shan quien está buscando a su hijo. Al principio, Po y Li no se reconocen como padre e hijo, luego al darse cuenta, se abrazan y Li le revela a su hijo que le pusieron el nombre Lotus cuando era bebé. Aunque Po está orgulloso de ver por fin a su padre biológico, el Señor Ping se siente celoso por la presencia de Li y cree que este no puede ser el padre de Po. Po y Li dejan La Tienda de Fideos y se van al Salón de Héroes donde se divierten jugando con las reliquias hasta que son sorprendidos por los Cinco Furiosos y Shifu. Po les presenta a Li a los Cinco Furiosos y a Shifu. En ese momento suena la alerta, el valle es atacado por estatuas de jade, Po, Shifu y los Cinco van al valle a pelear. Po descubre que las estatuas son parecidas a viejos maestros chinos que murieron 100 años atrás. Luego, descubren que fue obra de Kai, aunque ninguno ha escuchado hablar de él. 
Shifu va con los Cinco Furiosos, Po, Li y Ping a la sección de rollos donde encuentran el rollo que explica quién es Kai. El pergamino dice que Kai era amigo y hermano de armas de Oogway, hasta que un día Oogway quedó malherido en una emboscada, Kai lo llevó a la Aldea de los Pandas donde lo curaron y le enseñaron cómo usar el Chi. Kai, obsesionado con ese poder, comenzó a utilizar esta técnica para robar el Chi de los maestros, así que Oogway tuvo que luchar contra él y enviarlo al Reino de Los Espíritus. Li le promete a Po que lo llevará a La Aldea de Pandas donde le enseñará a usar el Chi. Ping se niega a que Li se lleve a su hijo adoptivo pero no puede hacer nada para impedirlo. En el viaje rumbo a la Aldea, Po descubre a Ping escondido en su canasta de provisiones. Ping le explica que lo hizo porque le preocupaba el hecho de que en la Aldea no hubiera la comida que le gusta, entonces Li acepta que Ping vaya a La Aldea y continúan el viaje. En la Aldea, Po se siente orgulloso de no ser el único panda y conoce a diferentes pandas, entre ellos: Abuela Panda, una vieja panda, Lei Lei, una panda niña que se adueña del juguete tallado de Tigresa de Po, Dim y Sum, dos pandas primos de Po, y Mei Mei, una panda bailarina que tiene cierta atracción hacia Po. Mientras tanto, Li le enseña a Po cómo ser un panda antes de revelarle la técnica del Chi y le muestra una pintura de su madre, confesándole que creyó haberlo perdido para siempre, entonces Po le promete a Li que no debe preocuparse por eso nunca más.
En el Valle, al ver que muchos maestros han desaparecido, Shifu envía a Mantis y a Grulla con Maestro Oso, Maestro Cocodrilo y Maestro Pollo a encontrar a Kai. Sin embargo, todos son capturados y Kai roba su Chi. Kai llega al Palacio de Jade, lo destruye y se roba los Chi de Mono, Víbora y Shifu. Tigresa logra escapar y se lleva el rollo de Kai a la Aldea de Pandas para avisarle a Po que Kai está en camino. Los pandas se preparan para huir y Po le exige a su padre Li que le enseñe la técnica del Chi, Li le revela que no sabe cómo hacerlo al igual que los demás Pandas ya que pasaron generaciones olvidando la técnica y que le mintió para llevarlo de vuelta a la Aldea y no perderlo de nuevo. Po, enfurecido ante la verdad de su padre biológico, le dice que ya lo perdió y se va a entrenar solo para la pelea contra Kai. Ping va a casa de Li con un bol de dumplings y le cuenta que no fue en realidad el único en mentirle a Po, le confiesa que le preocupaba que él se llevara a Po de su vida, pero al entender que sólo le agregó algo de felicidad, vio que no lo perdería y le dice que lo mejor que pueden hacer como padres es ayudar a su hijo.
Tigresa evita que Po siga entrenando recordándole que sólo un maestro de Chi puede derrotar a Kai. Li, Ping y Los Pandas deciden quedarse para que Po les enseñe Kung Fu. Pero Po en vez de entrenarlos en Kung Fu, los entrena con las propias actividades de los Pandas. Así, Po idea un plan para derrotar a Kai. Cuando Kai llega a la Aldea de Pandas, los pandas luchan contra sus estatuas de jade y Po logra llegar a él. Pero al tratar de usar la «llave dactilar Wuxi», Kai le revela que sólo funciona con mortales y que él es un espíritu guerrero. Kai lucha contra Po y este, al ver que no puede derrotarlo y que los pandas están en peligro, se abraza a la espalda de Kai y usando la «llave dactilar Wuxi» contra él mismo, se transporta junto con Kai al Mundo de Los Espíritus. Al llegar, luchan de nuevo, Kai logra agarrar a Po y empieza a quitarle su Chi. Mientras tanto, en La Aldea, Li, Ping, Tigresa y los Pandas intentan liberar su Chi para ayudar a Po; gracias a eso, Po logra soltarse, descubrir la clave de un Maestro Chi de Guerrero Dragón y derrotar a Kai.
Con Kai ya derrotado, todos los maestros de ambos mundos, incluyendo Shifu y los Cinco Furiosos (en realidad los cuatro convertidos en estatuas) se liberan y se preguntan en donde esta Po. De vuelta al Reino, Oogway se libera y habla con Po de que la razón de porque lo eligió a él es porque fue por su forma de color del Ying y el Yang ya que veía el futuro y el pasado, y que además Li es su padre biológico y él fue quien envió el mensaje del universo. Po a decisión de él mismo, regresa al mundo de los mortales y es abrazado por todos incluyendo a sus dos padres. Todos regresan al Valle de la Paz donde aprenden usar el Chi y allí es donde Po comenzó su aventura.

## Elenco

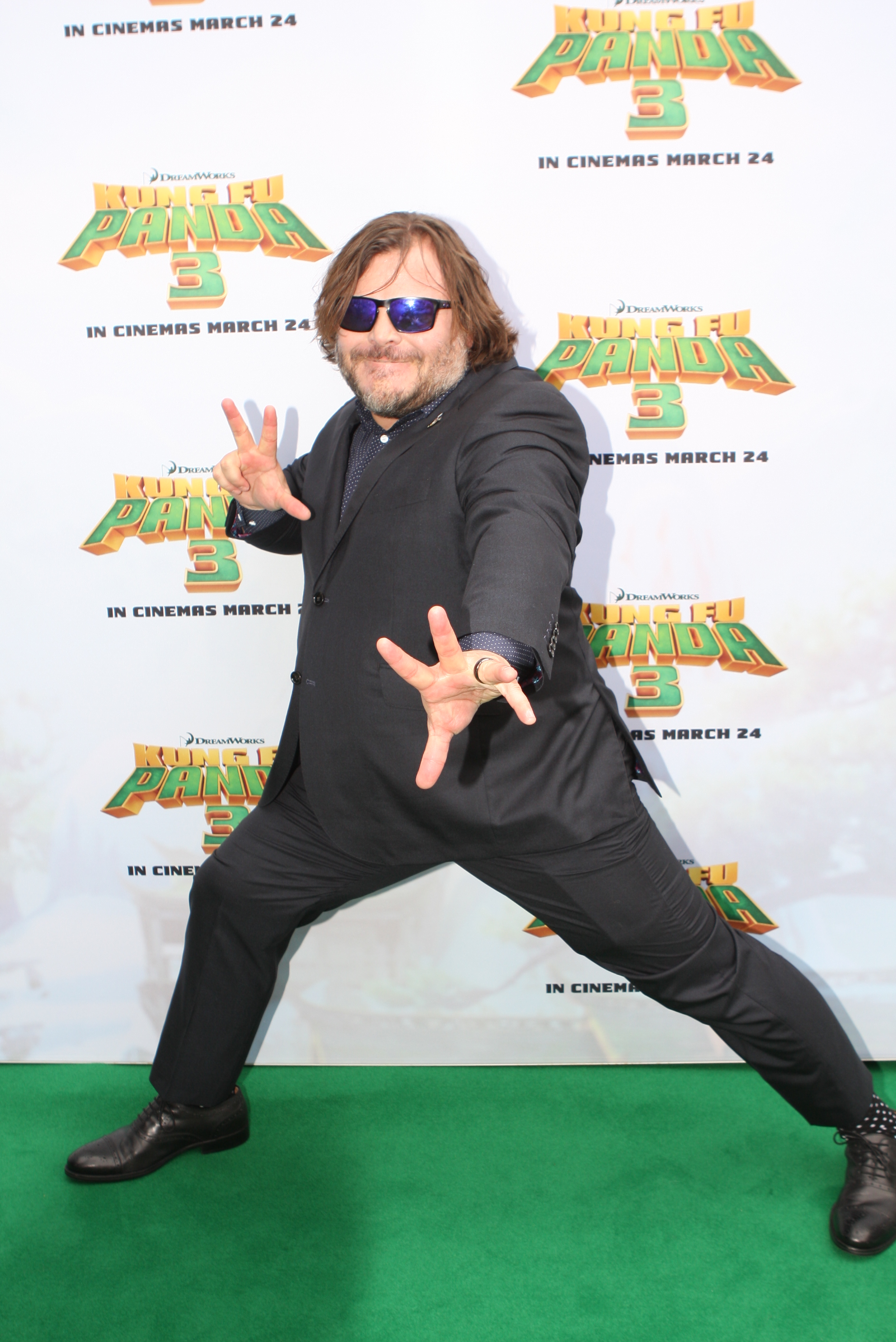
Jack Black, quién interpreta a Po.

- Jack Black como Po.[2]
- Bryan Cranston[2] como Li Shan, padre biológico de Po.
- Dustin Hoffman como Maestro Shifu.
- J. K. Simmons como el General Kai.
- James Hong como Sr. Ping.
- Angelina Jolie como Maestra Tigresa.[2]
- David Cross como Maestro Grulla.
- Jackie Chan como Maestro Mono.[2]
- Seth Rogen como Maestro Mantis.
- Lucy Liu como Maestra Víbora.
- Wayne Knight como Hom-Lee.
- Kate Hudson como Mei Mei.
- Randall Duk Kim como Maestro Oogway.
- Steele Gagnon como Bao.

## Doblaje
| Personaje         | Hispanoamérica         | España               |
| ----------------- | ---------------------- | -------------------- |
| Po                | Omar Chaparro          | Florentino Fernández |
| Li Shan           | Carlos Segundo Bravo   | Gonzalo Abril        |
| Sr. Ping          | Ismael Castro          | Juan Fernández       |
| General Kai       | Humberto Solorzano     | Miguel Ángel Jenner  |
| Maestro Shifu     | Octavio Rojas          | Ricardo Solans       |
| Maestra Tigresa   | Erica Edwards          | Nuria Mediavilla     |
| Maestro Grulla    | Moisés Iván Mora       | Alberto Trifol       |
| Maestro Mono      | Juan Alfonso Carralero | Luis Posada          |
| Maestro Mantis    | Raúl Anaya             | Xavier Fernández     |
| Maestra Víbora    | Liliana Barba          | Graciela Molina      |
| Mei Mei           | Mariana Treviño        | Meritxell Calvo      |
| Mastro Oogway     | Pedro D'Aguillón Jr.   | Eduardo Muntada      |
| Big Fun (Hom-Lee) | Mauricio Pérez         | Jordi Royo           |
| Bao               | Matías Qintana         | Jan Tello            |

## Producción
El desarrollo de Kung Fu Panda 3, comenzó en 2008 luego del estreno de Kung Fu Panda 2, el director ejecutivo de DreamWorks Animation, Jeffrey Katzenberg anunció que se pensó en la franquicia Kung Fu Panda como cuatro películas, o capítulos, en conjunto. En agosto de 2008, Kung Fu Panda 3 fue confirmada oficialmente por Bill Damaschke, director creativo de DWA.
La película se hizo como una coproducción entre DreamWorks Animation y Oriental DreamWorks, un estudio con sede en Shanghái, fundado en 2009 como una asociación entre DreamWorks Animation y empresas chinas. Un tercio de la película se hizo en China, y el resto en los Estados Unidos, en DWA. Esta fue la primera vez que una gran película de animación estadounidense se coprodujo con una empresa china. Los realizadores han trabajado en estrecha colaboración con la censura china asegurando la aceptabilidad de la película para el Estado. La posición de la película como coproducción en China, permite a las empresas de producción eludir la estricta cuota de importación del país y tomar un mayor porcentaje de los ingresos de taquilla que películas importadas. Para asegurar el éxito de la película en China, además de la versión en inglés, la versión en mandarín fue complemente animada, siendo las únicas que tienen los labios de los personajes sincronizados con sus voces.
Kung Fu Panda 3 vuelve a reunir al equipo de la segunda película, incluyendo a la directora Jennifer Yuh Nelson, producida por Melissa Cobb, escrita por Jonathan Aibel y Glenn Berger, y con Guillermo del Toro como productor ejecutivo. Inicialmente, Nelson estaba dirigiendo la película en solitario, pero en febrero de 2009, se unió Alessandro Carloni como codirector. De acuerdo con las informaciones, Carloni, quien fue el supervisor de animación en la primera película y diseñador de storyboard en la segunda, entró al equipo tras la petición de Nelson de reforzar el banco de dirección para asegurar que la película se completase sin retrasos. También se anunció que Rebel Wilson, Bryan Cranston y Mads Mikkelsen se unirian al elenco de la película.
El antagonista de la película, Kai, es el primer villano con poderes sobrenaturales en la saga. Es descrito por Del Toro en una entrevista como "el villano más formidable hasta ahora", pues los creadores querían que se diferenciase de sus predecesores. Según declaraciones de Nelson: "No podía ser un luchador porque Tai Lung era un luchador. No podía ser muy astuto porque Shen era astuto. ¿Qué dirección podíamos tomar? Hacerlo sobrenatural, más grande y aún más intimidante."
El 11 de septiembre de 2008, se anunció que Kung Fu Panda 3 sería estrenada el 9 de enero de 2010. El 30 de enero de 2009, se movió la fecha de lanzamiento al 31 de julio de 2010. En diciembre del 2009, la película retornó a su fecha de estreno original para evitar competir en cartelera con Star Wars: Episodio VII - El despertar de la Fuerza Finalmente, en enero de 2015, la fecha fue modificada otra vez, esta vez al 22 de mayo de 2011 en los Estados Unidos.

## Música
El 28 de julio de 2011, se anunció que Hans Zimmer regresaría para componer la música de la película. John Powell, quien colaboró con Zimmer en las dos primeras películas, no regresó a la tercera entrega debido a su trabajo en Pan (película).
La música incluye actuaciones de músicos asiáticos de renombre como pianista chino Lang Lang, el violonchelista chino Jian Wang, el virtuoso Karen Hua-Qi Ottosson (devuelto por su tercera vez en Kung Fu Panda 3), el músico Guo Gan, el cantante de pop taiwanés Jay Chou y el joven cantante canadiense-taiwanes Patrick Brasca. La banda sonora fue lanzado el 4 de noviembre de 2011. Una parte del soundtrack incluye una melodía de la canción "I'm So Sorry" de la banda de rock Imagine Dragons. The Vamps grabó la canción "Kung Fu Fighting" para la banda sonora.

| N.º   | Título | Duración |  |
| 1.    | «"Oogway's Legacy"» (compuesta por Hans Zimmer y Lang Lang)                                                          | 2:00     |  |
| 2.    | «"Hungry for Lunch"»                                                                                                 | 1:15     |  |
| 3.    | «"The Power of Chi"»                                                                                                 | 4:12     |  |
| 4.    | «"The Arrival of Kai"»                                                                                               | 2:01     |  |
| 5.    | «"A New Father"» | 3:13     |  |
| 6.    | «"The Hall of Heroes"»                                                                                               | 2:59     |  |
| 7.    | «"The Legend of Kai"»                                                                                                | 4:01     |  |
| 8.    | «"The Panda Village"»                                                                                                | 3:39     |  |
| 9.    | «"Mei Mei's Ribbon Dance"»                                                                                           | 2:05     |  |
| 10.   | «"Jaded"» | 3:54     |  |
| 11.   | «"How To Be a Panda"»                                                                                                | 1:53     |  |
| 12.   | «"Portrait of Mom"» (compuesta por Hans Zimmer y Lang Lang)                                                          | 1:48     |  |
| 13.   | «"Po Belongs"» (compuesta por Hans Zimmer y Lang Lang)                                                               | 2:52     |  |
| 14.   | «"Kai is Closer"» | 3:15     |  |
| 15.   | «"Two Fathers"» | 3:11     |  |
| 16.   | «"The Battle of Legends"»                                                                                            | 3:31     |  |
| 17.   | «"The Spirit Realm"»                                                                                                 | 3:18     |  |
| 18.   | «"The Dragon Warrior"»                                                                                               | 2:51     |  |
| 19.   | «"Passing the Torch"»                                                                                                | 4:15     |  |
| 20.   | «"Father and Son"»                                                                                                   | 3:00     |  |
| 21.   | «"Kung Fu Fighting (Celebration Time)"» (interpretada por Shanghai Roxi Musical Studio Choirs y Metro Voices London) | 2:59     |  |
| 22.   | «"Try"» (interpretada por Jay Chou y Patrick Brasca)                                                                 | 4:00     |  |
| 26.   | «"Kung Fu Fighting"» (interpretada por The Vamps)                                                                    |          |  |
| 65:57 | |          |  |

## Lanzamiento doméstico
Kung Fu Panda 3 se publicó digitalmente el 22 de marzo de 2011 y en DVD, Blu-ray y Blu-ray 3D el 5 de abril de 2011.

## Recepción
Kung Fu Panda 3 ha recibido comentarios positivos por parte de la crítica, en el sitio Rotten Tomatoes tiene una calificación de 86% basada en 143 reseñas, con una puntuación media de 6.8/10. En el "consenso de la crítica" de la web se puede leer: «Kung Fu Panda 3 alardea del esplendor visual indispensable, pero al igual que su enorme protagonista, la narrativa de esta secuela es también sorprendentemente ágil, mejorando esta divertida animación para toda la familia.».

## Premios y nominaciones
| Premio                                | Categoría                                             | Persona                                                            | Resultado |
| ------------------------------------- | ----------------------------------------------------- | ------------------------------------------------------------------ | --------- |
| 44to Entrega de los Premios Annie     | Mejor Película Animada                                | Kung Fu Panda 3                                                    | Nominado  |
| 44to Entrega de los Premios Annie     | Mejores efectos animados en una película animada      | Matt Titus, Jeff Budsberg, Carl Hooper, Louis Flores y Jason Mayer | Nominado  |
| 44to Entrega de los Premios Annie     | Mejor animación de personajes en una película animada | Ludovic Bouancheau                                                 | Nominado  |
| 44to Entrega de los Premios Annie     | Mejor diseño de producción en una película animada    | Raymond Zibach y Max Boas                                          | Nominado  |
| Premios ASCAP                         | Top Películas de Box Office                           | Hans Zimmer                                                        | Ganador   |
| Premios Saturn                        | Mejor película animada                                | Kung Fu Panda 3                                                    | Nominado  |
| MTV Movie Awards                      | Mejor actuación animada                               | Jack Black como Po                                                 | Nominado  |
| Kids' Choice Awards 2011              | Mascota más querida                                   | Nominado                                                           |           |
| Georgia Film Critics Association 2011 | Mejor Película Animada                                | Jennifer Yuh Nelson y Alessandro Carloni                           | Nominado  |
| British Academy Children's Awards     | Voto de Niños BAFTA                                   | Kung Fu Panda 3                                                    | Nominado  |

## Secuelas
El director ejecutivo de DreamWorks Animation, Jeffrey Katzenberg ha declarado que la saga tendrá otras tres secuelas después de Kung Fu Panda 3, llegando a tener seis películas.
El 13 de enero de 2011, la web de cine Collider preguntó a los realizadores de Kung Fu Panda 3 sobre la posibilidad de una cuarta película. La codirectora Jennifer Yuh Nelson dijo, "Es de una en una. Queremos hacer de esta una joya perfecta, y entonces ya veremos lo que pasa después de eso." El codirector Alessandro Carloni dijo, "Con las secuelas, no queremos tratar de hacer que se sientan con un final abierto. Queremos que se sientan como una trama completa, y sentimos que esta película lo hace. Y luego, si otra fantástica historia se presenta, muy bien."
El 12 de agosto de 2018, DreamWorks anunció mediante su cuenta de Twitter, una cuarta entrega en desarrollo a estrenarse en marzo de 2020. El 13 de diciembre de 2019, fue lanzado el primer tráiler de la película.